# 白石橋南駅
白石橋南駅（はくせききょうみなみえき）とは中華人民共和国北京市海淀区に位置する北京地下鉄6号線、北京地下鉄9号線の駅である。

## 駅構造
地下2階に島式ホーム1面2線の9号線ホームが、地下3階に島式ホームの6号線ホームが所在し、地下1階は改札階となっている。9号線から6号線に乗り換える際には、一回改札階に上がり、再び地下2階を経て、乗り換えねばならない。
出口は7箇所存在している。
- 9号線ホーム
- 6号線ホーム

## 歴史
- 2012年12月30日 - 両線開業。

## 隣の駅
北京地下鉄
■6号線
花園橋駅 - 白石橋南駅 - 二里溝駅（未開業） - 車公荘西駅
■9号線
国家図書館駅 - 白石橋南駅 - 白堆子駅